# Герб Тульской области
Герб Тульской области является символом Тульской области, принят 10 декабря 2000 года Законом Тульской области «О гербе Тульской области», изменения приняты 24 ноября 2005 года.

## Описание
Геральдическое описание герба согласно закону 2005 года (последней редакции) гласит:
“В червлёном (красном) щите серебряный клинок меча в пояс, поверх двух таких же опрокинутых клинков, положенных в косой крест. Всё сопровождено вверху и внизу двумя золотыми молотками. Щит увенчан золотой императорской короной и окружён лентой ордена Ленина”.
На гербе Тульской области присутствует именно клинок меча, в то время как на гербе Тулы — ружейный ствол.

### Толкование основных элементов
В соответствии с геральдическими нормами и историческими традициями установлены официальные толкования основных элементов герба:
- червлёный цвет щита — храбрость, мужество, отвага, воинское ремесло
- меч в пояс, наложенный на перекрещенные клинки мечей, повёрнутые остриём вниз, предназначен для защиты, а не для нападения
- золотые молоточки символизируют высокое мастерство
- золото — символ богатства и стабильности
- серебро — чистота помыслов, благородство

## Герб 2001 года
Закон Тульской области «О гербе Тульской области» от 21 сентября 2000 года №206-ЗТО вступил в силу с 1 января 2001 года.
Гербовый щит был увенчан вместо короны пучком из нескольких листьев дуба.

### Описание
В червленом (красном) щите помещен серебряный клинок меча в пояс, на двух таких же опрокинутых клинках, косвенно положенных накрест.
Всё сопровождаемо вверху и внизу двумя золотыми молотками. 
Щит окружен золотыми дубовыми листьями, соединенными Андреевскою лентою
Герб может иметь дополнительные геральдические элементы, утверждаемые Тульской областной Думой.

### Толкование основных элементов
- Червленый цвет щита — храбрость, мужество, отвага, неустрашимость, воинская доблесть, воинское ремесло
- Меч в пояс, наложенный на перекрещенные клинки мечей, повёрнутые остриём вниз, предназначен для защиты, а не для нападения
- Золотые молоточки символизируют высокое мастерство
- Дуб — твердость, стойкость, постоянство и терпение
- Наличие среди дубовых листьев жёлудей является эмблемой зрелой силы
- Золото — символ богатства и стабильности
- Серебро — чистота помыслов, благородство

## Герб 2002 года
30 мая 2002 года утверждён герб, в точности повторяющий герб Тульской губернии 1878 года.

## Галерея

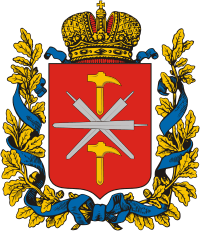
Герб Тульской губернии
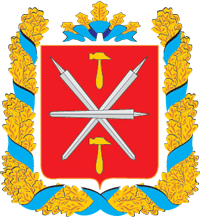
Герб Тульской области (2000)